# Apolysis oreophila
Apolysis oreophila är en tvåvingeart som beskrevs av Hesse 1975. Apolysis oreophila ingår i släktet Apolysis och familjen svävflugor. Inga underarter finns listade i Catalogue of Life.